# La cospirazione del Cairo
La cospirazione del Cairo (Boy from Heaven) è un film del 2022 scritto e diretto da Tarik Saleh.
Presentato in concorso al 75º Festival di Cannes, ne ha vinto il premio per la miglior sceneggiatura. È stato poi scelto per rappresentare la Svezia come miglior film straniero ai premi Oscar 2023, arrivando fino alla lizza di dicembre.

## Trama
Il Cairo. Quando il Grande Imam di al-Azhar muore, lasciando vacante la più importante carica religiosa del mondo islamico sunnita, i servizi segreti egiziani cospirano per influenzare l'elezione del suo successore affinché risulti più malleabile ai loro interessi politici. Per farlo hanno bisogno di un uomo all'interno dell'Università al-Azhar, dove i giochi di potere hanno luogo, ma la loro talpa viene scoperta e uccisa: il colonnello Ibrahim recluta dunque un giovane pescatore che ha appena iniziato gli studi coranici, Adam, che comincia a infiltrarsi nelle cerchie dei candidati più papabili a rischio della vita.

## Produzione
Essendo stato bandito dall'Egitto in seguito all'uscita di Omicidio al Cairo (2017), Saleh ha dovuto girare il film in Turchia, a Istanbul, usando la Moschea di Solimano come location per l'Università al-Azhar.

## Distribuzione
Il film è stato presentato in anteprima il 20 maggio 2022 in concorso al 75º Festival di Cannes. È stato distribuito nelle sale cinematografiche francesi a partire dal 26 ottobre 2022, in quelle svedesi il 18 novembre e in quelle finlandesi il 6 aprile 2023.
In Italia, è stato presentato in anteprima alla Festa del cinema di Roma il 22 ottobre 2022, venendo distribuito nelle sale cinematografiche da Movies Inspired a partire dal 6 aprile 2023.

## Accoglienza

### Incassi
Il film ha incassato l'equivalente di 4,3 milioni di dollari in tutto il mondo, di cui 3,5 in Francia, dove ha totalizzato oltre mezzo milione di spettatori, risultando il film straniero non in lingua inglese di maggior successo da Parasite (2019).

## Riconoscimenti
- 2022 - Festival di Cannes[7][8]
  - Prix du scénario a Tarik Saleh
  - Premio François-Chalais
  - In concorso per la Palma d'oro
- 2023 - Premio César[9]
  - Candidatura per il miglior film straniero
- 2023 - Guldbagge[10]
  - Miglior sceneggiatura a Tarik Saleh
  - Candidatura per il miglior film
  - Candidatura per il miglior regista a Tarik Saleh
  - Candidatura per il miglior attore a Tawfiq Barhum
  - Candidatura per il miglior attore non protagonista a Fares Fares
  - Candidatura per il miglior montaggio a Theis Schmidt
  - Candidatura per i migliori costumi a Denise Östholm
- 2023 - Premio Lumière[11]
  - Candidatura per la migliore co-produzione internazionale
- 2023 - Premio Magritte[12]
  - Candidatura per il migliore attore non protagonista a Mehdi Dehbi